# Japania argentipes
Japania argentipes is een vliesvleugelig insect uit de familie Trichogrammatidae. De wetenschappelijke naam is voor het eerst geldig gepubliceerd in 1913 door Alexandre Arsène Girault.